# Ендру Хајндс
Ендру Хајндс  (енгл. Andrew Hinds; 25. април 1984) је барбадоски атлетичар, чија су специјалност спринтерске дисциплине трчање на 100 м и 200 м

## Биографија
Син бившег спринтера на Олимпијским играма 1968, Ендру Хајндс следи стопама свог оца Хадлија, репрезентативца Барбасдоса на првим олимпијским играма на којима је Барбадос учествовао, само две године после стицања независности. Ендру је од 2004. године живео на Јамајци. Тренирао га је Стивен Франсис, са којим су радили прослављени спринтери Асафа Пауел, Шерон Симпсон и Брижит Фостер-Хилтон.
Хандс је представљао Барбадос на Олимпијским играма у Пекингу 2008, а 15. августа 2008, био је 5. у својој четвртфиналној групи трке на 100 метара са 10,25 иза познатих Ричарда Томпсона, Тајсона Геја и Мартјал Мбанђока и није се пласирао за полуфинале.
Три пута је учествовао на Светским првенствима на отвореном: 2009. у Берлину, 2011. у Тегуу и 2013. у Москви без већег успеха у појединачној конкуренцији. У Москви је са штафетом 4 х 100 метара поставио нови рекорд Барбадоса са 38,94
На Првенству Средње Америке и Кариба 2009. био је трећи, а 2013. други у трци на 100 метара, а на Играма Средње Америке и Кариба 2008 био је трећи на 200 метара са 20,83.

## Значајнији резултати
| Год.     | Такмичење                         | Место                           | Плас.    | Дисциплина | Рез.     |
| Барбадос | Барбадос                          | Барбадос                        | Барбадос | Барбадос   | Барбадос |
| -------- | --------------------------------- | ------------------------------- | -------- | ---------- | -------- |
| 2004.    | Првенство младих НАЦАЦ            | Шербрук, Канада                 |          | 4 х 100 м  | 39,83    |
| 2006.    | Игре Средње Америке и Кариба      | Картахена де Индијас, Колумбија |          | 200 м      | 20,83    |
| 2008.    | Олимпијске игре                   | Пекинг Кина                     | = 24.    | 100 м      | 10,25    |
| 2009.    | Првенство Средње Америке и Кариба | Хавана, Куба                    |          | 100 м      | 10,12    |
| 2009.    | Светско првенство                 | Берлин, Немачка                 | 21.      | 100 м      | 10,23    |
| 2009.    | Светско првенство                 | Берлин, Немачка                 | 58.      | 200 м      | 22,60    |
| 2011.    | Светско првенство                 | Тегу, Јужна Кореја              | 19.      | 100 м      | 10,32    |
| 2013.    | Првенство Средње Америке и Кариба | Морелија, Мексико               |          | 100 м      | 10,19    |
| 2013.    | Првенство Средње Америке и Кариба | Морелија, Мексико               | 4.       | 4 х 100 м  | 39,56    |
| 2013.    | Светско првенство                 | Москва, Русија                  | 37.      | 100 м      | 10,38    |
| 2013.    | Светско првенство                 | Москва, Русија                  | 15.      | 4 х 100 м  | 38,94    |

## Лични рекорди
Ово је листа личних рекорда према профилу Ендру Хајндса на сајту ИААФ.
| Дисциплина | Резултат | Место              | датум         |
| ---------- | -------- | ------------------ | ------------- |
| 100 м      | 10,03    | Бриџтаун, Барбадос | 20. јун 2009. |
| 200 м      | 20,38    | Бриџтаун, Барбадос | 21. јун 2009. |